# الکساندر وولکوف (بازیکن بسکتبال)
الکساندر وولکوف (روسی: Александр Анатольевич Волков؛ زادهٔ ۲۸ مارس ۱۹۶۴) بازیکن بسکتبال اهل اتحاد شوروی است. وی همچنین برندهٔ جوایزی همچون نشان دوستی شده‌است. از باشگاه‌هایی که در آن بازی کرده‌است می‌توان به باشگاه بسکتبال پاناتینایکوس، آتلانتا هاکس، باشگاه بسکتبال زسکا مسکو، و باشگاه بسکتبال المپیاکوس اشاره کرد. وی در مسابقات کشوری و بین‌المللی در مجموع برندهٔ ۲ مدال طلا، ۳ مدال نقره، ۱ مدال برنز شده‌است.